# Colomesus
Colomesus é um gênero de peixes da família Tetraodontidae que inclui duas espécies confinadas à América do Sul. Apesar das diferenças no tamanho, as duas espécies são superficialmente similares, verde na regiaõ dorsal, branco no ventre e com listras negras horizontais.

## Distribuição
O gênero Colomesus está restrito a América do Sul. O Colomesus psittacus é encontrado na costa atlântica, do Golfo de Paria até a foz do rio Amazonas. O Colomesus asellus é confinado a bacia do rio Amazonas do Brasil até o Peru.

## Descrição
- Colomesus psittacus (baiacu-papagaio ou baiacu-listrado), é uma espécie eurialina que move-se livremente entre a água salgada e doce. É a maior das duas espécies, alcançando 30 centímetros de comprimento quando adultos.[2]
- Colomesus asellus (baiacu-amazônico), é normalmente encontrado somente em águas doces embora tolere levemente águas salobras.[2][3] Colomesus asellus é relativamente pequeno, medindo cerca de 8 centímetros quando adultos, embora espécimes de 15 cm sejam reportados.[1] Comparado com o Colomesus psittacus, as faixas negras no dorso são mais grossas, e ele também tem uma distinta faixa negra ao redor da nadadeira caudal.[1]

## Ecologia
Colomesus psittacus e Colomesus asellus alimentam-se principalmente de invertebrados, como moluscos e crustáceos. Eles tem um bico poderoso para abrir suas presas. Colomesus asellus também alimenta-se extensivamente de insetos, particularmente de mosquitos e larvas de Chironomidae. Como outros membros da família, eles tem a capacidade de inflar-se quando ameaçados, fazendo com que seu tamanho aumente e assim afugentando predadores. Colomesus asellus possui hábito migratório e não territoriais, incomum entre os membros de água doce da família.
Eles se reproduzem durante a estação úmida, desovando nos rios, numerosos pequenos ovos que ficam aderidos ao substrato. A larva é levada pela correnteza.

## Toxicidade
Colomesus asellus é conhecido por possuir uma toxina, a saxitoxina. O Colomesus psittacus tem uma carne comestível, mas o fígado é tóxico, mas não se sabe se contenha saxitoxina ou tetrodotoxina (como no caso de muitos membros marinhos da família).

## Colomesusspp. em aquários
Colomesus asellus é comumente mantido como peixe de aquário. Ele necessita de uma amplo espaço para nadar e água corrente. Comparado com outras espécie de baiacus, o Colomesus asellus é incomum, sendo tolerante à companhia, e tendendo a ficar inpaciente quando solitário. Ele pode ser mantido em tanques comunitários, apesar de atacar e morder as barbatanas de outras espécies comumente mantidas junto, como Pterophyllum scalare, Poecilia reticulata, e Corydoras sp.
Por causa do tamanho avantajado e da necessidade de água salgada, o Colomesus psittacus é raramente mantido em aquários, mas possui necessidades similares a outra espécie. Ele não é uma espécie disiplinada e pode ser agressivos com outros de sua própria espécie, sendo mantidos isolados.